# Born to Be My Baby
Born to Be My Baby – singel zespołu Bon Jovi wydany w 1989, promujący album New Jersey. Utwór napisali Jon Bon Jovi, Richie Sambora i Desmond Child. Singel uplasował się na 3. miejscu listy Billboard Hot 100 i 7. Mainstream Rock Tracks. Ponadto zajął 22. miejsce na liście UK Albums Chart i 30. na australijskich ARIA Charts.
Do singla nakręcono czarno-biały, niskobudżetowy teledysk (charakterystyczne dla singli z albumu New Jersey); film został w całości nakręcony w studiu nagraniowym. Wideo przedstawia proces nagrywania i komponowania utworu, a także rozmowy członków zespołu nt. ustalania ostatecznej formy nagrania i rozwiązań instrumentalnych. W teledysku pojawia się żona Jona Bon Jovi, Dorothea. Teledysk został dołączony do kompilacji New Jersey: The Videos.

## Spis utworów
Sporządzono na podstawie materiału źródłowego.
1. "Born To Be My Baby"
2. "Love For Sale"
3. "Runaway"
4. "Wanted Dead Or Alive"